# 颜义泉
颜义泉（1919年9月—2017年9月13日），男，江西永新人，中华人民共和国政治人物，曾任云南省人大常委会副主任。

## 生平
1932年5月参加中国共产党领导的革命并且加入中国共产主义青年团，同年12月参加中国工农红军。1934年参加长征。1936年6月加入中国共产党。在部队期间，历任通讯员、班长、排长、医务科长、司药长、卫生队长、所长、处长、卫生部副部长等职。转到地方工作以后，历任昆明市人民政府卫生局局长、副市长；昆明医学院党委书记、副院长，云南省卫生局党的核心小组副组长、革命委员会副主任；中共云南省委党校副校长、党委副书记；中共云南省委组织部副部长、部长；云南省人大常委会副主任。1989年10月离休。离休后享受省（部）长级待遇。
2017年9月13日，颜义泉在昆明病逝，享年99岁。